# Miklós Holop

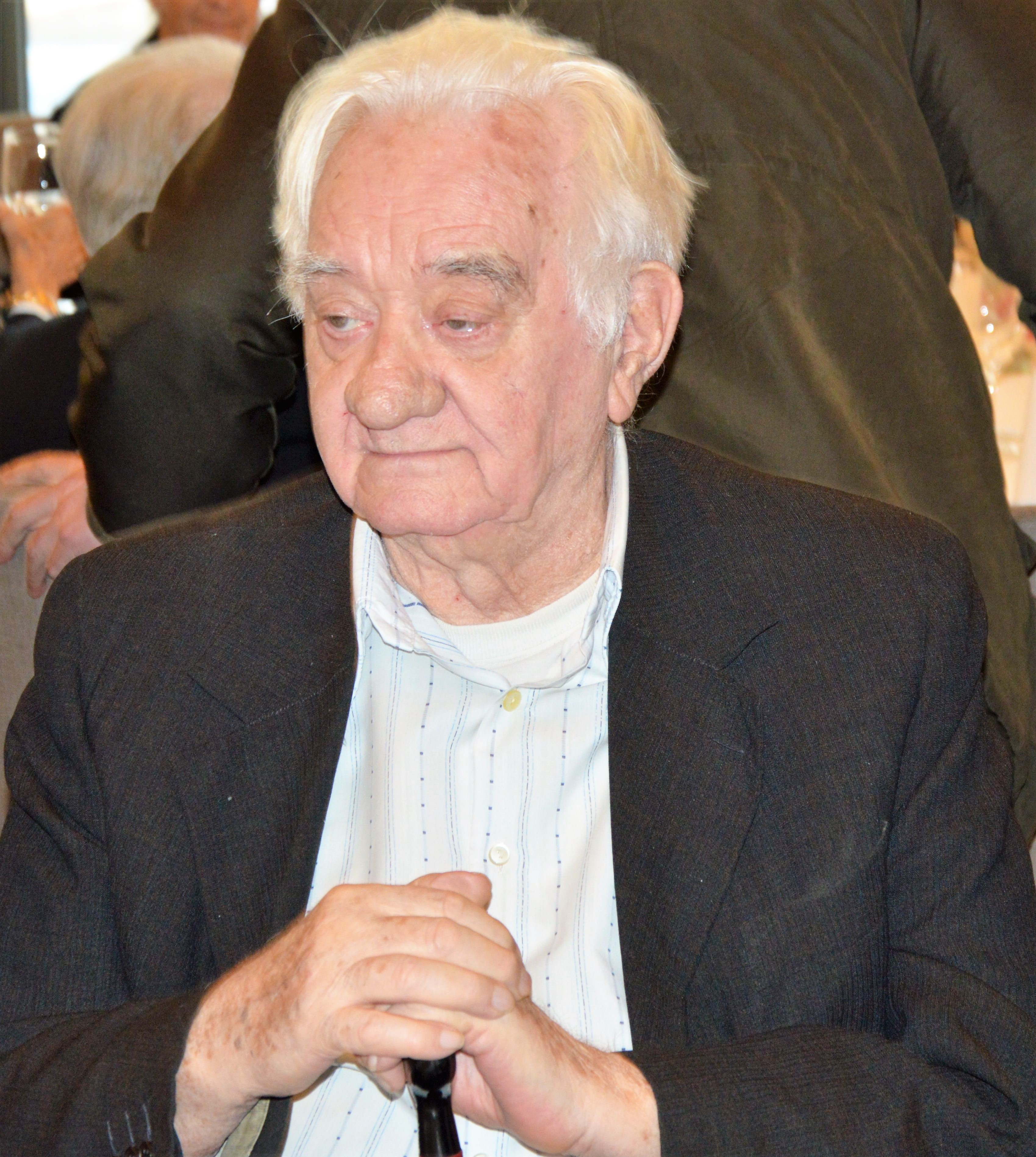
Miklós Holop

Miklós Holop, född 2 februari 1925 i Budapest, död 13 november 2017, var en ungersk vattenpolospelare. Han representerade Ungern vid olympiska sommarspelen 1948 i London. I OS-turneringen 1948 tog Ungern silver och Holop spelade sju matcher.